# Томпсон (Манитоба)
Томпсон (енгл. Thompson) је град у северном делу канадске провинције Манитоба и део је географско-статистичке регије Север. Веома је важан трговачки центар у том делу провинције и често се назива „срцем севера“. Град је смештен 739 км северно од главног града Винипега и 396 км североисточно од Флин Флона. Према попису из 2011. у граду је живело 12.829 становника.
Основан је 1957. године, а службени статус града има од 1970. године.

## Историја
Подручје око данашњег града Томпсона су насељавала ловачка номадска палео Индијанска племена још 6000. п. н. е. Канадски геолошки институт је 1896. спроводио истраживања рудног богатства овог подручја.
Модерна историја насеља почиње од 4. фебруара 1956. када је након опсежних истраживања откривено постојање рудног богатства. Насеље је основано већ 1957. године а број становника пре рецесије која је захватила Канаду 1970. износио је 26.000. Статус града добио је 1970. године.

## Клима
Град се налази у зони субарктичке климе (Кепенова класификација климата Dfc) са веома дугим и жестоким зимама, и кратким топлим летима. Просечне температуре се крећу од -25 °C у јануару до 15,8 °C у јулу, а средња вредност температуре на годишњем нивоу износи -3,2 °C. Просечна годишња количина падавина је 517 мм, а већина падне у периоду јун - септембар. Просечна висина снежног покривача износи 186 цм, а најјаче снежне падавине су од октобра до маја, док снег није ретка појава ни током јуна и септембра.

## Демографија
Према резултатима пописа становништва из 2011. у граду је живело 12.829 становника у укупно 5.391 домаћинству, што је пад од 4,6% у односу на 13.446 житеља колико је регистровано приликом пописа 2006. године.
| 1996.  | 2001.  | 2006.  | 2011.  |
| ------ | ------ | ------ | ------ |
| 14.385 | 13.256 | 13.446 | 12.829 |

## Привреда
Најважније привредне делатности у граду су рударство, те прерада никла. Такође је веома развијена и трговина.
У близини града се налази и мањи аеродром са којег се одржавају редовни летови ка Винипегу, а постоје и линије ка осталим мањим местима у покрајини. Град је такође укључен у систем канадских железница.

## Градске атракције
- Спирит веј (енгл. Spirit Way) представља 2 км дугу стазу за шетање, трчање и вожњу бициклом кроз сам град и његову околину. Крај стазе се налазе бројне камене статуе вукова својеврсних симбола регије осликани детаљима из природе регије, а у самом граду налази се велики фото мурал северног вука димензија 26 м пута 19 метара.[4]
- Писи Фолс (енгл. Pisew Falls Provincial Park) парк природе Манитобе налази се свега 40-ак км јужније од града, а водопади у том парку су други по величини у целој провинцији.

## Галерија слика
- Камене скулптуре вукова у средишту града
- Мурал са ликом вука на највишој згради у граду
- Водопад у парку Писи Фолс